# Kriteriji deljivosti
Kriteriji deljivosti so kratka pravila, s pomočjo katerih lahko na hiter in enostaven način določimo, če je neko število deljivo npr. z 8.
-Z 2: število je deljivo z 2, če je na mestu zadnje števke število 0,2,4,6,8.
-S 3: število je deljivo s 3, če je vsota števk deljiva s 3.
-S 4: število je deljivo s 4, če je dvomesten konec deljiv s 4.
-S 5: število je deljivo s 5, če se konča z 0 ali s 5.
-S 6: število je deljivo s 6, če je hkrati deljivo z 2 in 3.
-Z 8: število je deljivo z 8, če je trimestni konec deljiv z 8.
-Z 9: število je deljivo z 9, če je vsota števk deljiva z 9.
-Z 10: število je deljivo z 10, če se konča z vsaj eno ničlo.
-S 25: število je deljivo s 25, če se konča z 00,25,50 ali 75.
-S 36: število je deljivo s 36, če je deljivo z 9 in 4.
-s 100: število je deljivo s 100, če se konča z vsaj dvema ničlama.